# مارک مک‌نالی (دوچرخه‌سوار)
مارک مک‌نالی (انگلیسی: Mark McNally؛ زادهٔ ۲۰ ژوئیهٔ ۱۹۸۹) دوچرخه‌سوار اهل بریتانیا است.
از باشگاه‌هایی که در آن بازی کرده‌است می‌توان به وانتی–گروپ گوبر اشاره کرد.